# Toshiko Kowada
Toshiko Kowada (jap. 小和田 敏子, Kowada Toshiko; * 1949), verheiratete Takeuchi (竹内), ist eine ehemalige japanische Tischtennisspielerin. Sie wurde 1969 Weltmeisterin im Einzel.

## Spielweise
Toshiko Kowada agierte als Offensivspielerin, der aber Sicherheit beinahe über alles ging. So zermürbte sie gegnerische Abwehrspielerinnen nicht etwa durch die Wucht ihrer Schläge oder ihren Spin, sondern vor allem dadurch, dass ihr bei ihren kontrollierten Topspins einfach kein Fehler unterlief. Auch gegen andere Offensivspielerinnen stand sie ihre kontrollbetonte Spielweise durch – beantwortete Topspin mit Topspin, harte Schläge mit einer sicheren Blocktechnik.

## Sportliche Erfolge
Bei ihrer ersten Teilnahme an einer Weltmeisterschaft 1969 in München, bei der China nicht antrat, gewann Toshiko Kowada das Endspiel im Einzel gegen die DDR-Spielerin Gabriele Geißler und wurde somit Weltmeisterin. Zudem holte sie Bronze im Mixed mit Shigeo Itō und mit der japanischen Damenmannschaft. Bei der nächsten WM 1971 in Nagoya holte sie Gold mit der Mannschaft. Im Einzel schied sie in der Runde der letzten 16 aus. Im Doppel und Mixed war im Viertelfinale Endstation.
Bei den Asiatischen Meisterschaften (Asian Championship TTFA) kam sie 1968 im Doppel (mit Sachiko Morisawa), Mixed und mit der Mannschaft ins Endspiel. 1970 gewann sie den Einzel- und Mixedwettbewerb (mit Nobuhiko Hasegawa), mit der Mannschaft wurde sie Zweiter.
1969 und 1970 wurde sie in der ITTF-Weltrangliste auf Platz eins geführt.

## Beruf
Seit ihrer Heirat arbeitet Kowada unter dem Namen Toshiko Takeuchi. Sie arbeitet als Professor für Sport und Gesundheitswesen an der Chūkyō-Universität. Zusammen mit Co-Autoren veröffentlichte sie verschiedene Forschungsergebnisse, etwa:
- Physiological approach to measuring the degree of excitement of spectators[6]
- Effect of the 40 mm Diameter Ball on Table Tennis Rallies[7]
- Effects of Habitual Smoking on Cardiorespiratory Responses to Sub-Maximal Exercise[8]
- Dietary Restriction: Effects of Repeated Short-term Fasting on Allergic Inflammation[9]

## Turnierergebnisse
| Verband | Veranstaltung           | Jahr | Ort     | Land | Einzel     | Doppel        | Mixed         | Team |
| ------- | ----------------------- | ---- | ------- | ---- | ---------- | ------------- | ------------- | ---- |
| JPN     | Asienmeisterschaft TTFA | 1970 | Nagoya  | JPN  | Gold       |               | Gold          | 2    |
| JPN     | Asienmeisterschaft TTFA | 1968 | Jakarta | INA  | Halbfinale | Silber        | Silber        | 2    |
| JPN     | Weltmeisterschaft       | 1971 | Nagoya  | JPN  | letzte 16  | Viertelfinale | Viertelfinale | 1    |
| JPN     | Weltmeisterschaft       | 1969 | München | FRG  | Gold       | letzte 16     | Halbfinale    | 3    |